# Regierung von Aschanti
Die Regierung des historischen Königreichs Aschanti in Westafrika war mehr als nur ein reines Instrumentarium für die öffentliche Verwaltung des gemeinsamen staatlichen Gemeinwesens im Königreich Aschanti. Sie war politisch gesehen in erster Linie ein Machtgarant für den herrschenden Adel, über den es in der Vergangenheit immer wieder gelang, absolutistischen Bestrebungen seitens der Herrscherpersönlichkeiten und aus deren Umkreis zu unterdrücken bzw. vorzubeugen. Die zahlreichen Entthronungen, die es im Verlaufe der aschantischen Geschichte gegeben hat, sind ein anschauliches Zeugnis von dieser eigentlichen Macht des Adels, die im Regierungssystem ihre Legitimation und Basis hatte.
Allgemein spricht man innerhalb der Regierung und öffentlichen Verwaltung der Akan-Staaten von „Stühlen“, womit Ämter bezeichnet werden, die mit einer besonderen Autorität ihres Amtsinhabers verbunden sind.

## Aufbau und Struktur
Die Regierung von Asante bestand aus folgenden Hauptsäulen:
1. der König  (Titel: Asantehene (Führer der Aschanti), Osai (König), Nana (Clanältester))
2. die Aristokratie
  - die Königinmutter (Asantehemaa oder Ohemmaa)
  - der Kotoko-Rat
  - der Rat der Ältesten (Mpanyimfo)
3. die Asantemanhyiamu (später: die Allgemeine Versammlung)

### Der Kotoko-Rat
Der Kotoko war eine Art Regierungs-Rat in der Asante-Regierung. Er wurde in der Vergangenheit auch als das Aschanti-Stachelschwein (engl. Ashantee porcubine) bezeichnet, was andeuten soll, dass „niemand es wagen sollte, ihn anzurühren....“ Politisch bildete er das Gegengewicht zum Ältestenrat beim König und verkörperte im Grunde genommen die Adelspartei in der Regierung. Zu Zeiten der Regierung des Osai Bonsu (reg.1801-1824) bestand der Kotoko-Rat aus folgenden Personen:
1. der König (Asantehene Osai) (Der König von Asante ist der Besetzer des „Goldenen Stuhles“ und wird traditionell vom Oyoko-Clan gestellt.)
2. die Königinmutter (Asantehemaa oder nur Ohemaa)
3. die drei ersten Häuptlinge des Landes
  - der Mamponghene (Der Mamponghene ist der Besetzer des „Silbernen Stuhles“ und als solcher der Vizekönig Asantes. Er wird traditionell vom Bretuo-Clan gestellt.)
  - der Juabenhene (auch: Dwabinhene oder in ähnlichen Schreibweisen)
  - der Bekwaihene
4. vier Aristokraten aus Kumasi
  - der Kumasi Akwamuhene
  - der Kumasi Gyaasehene (der „Finanzminister“)
  - der Adumhene
  - der Kontihene (oder Krontihene) (Der Kontihene war der Oberbefehlshaber der Aschanti-Armee bei Abwesenheit des Königs.)

Alle Mitglieder des Kotoko-Rates wurden auch als Abrempon bezeichnet. Nach der Einführung des Adamfo-Amtes waren die unter 3. aufgeführten Personen „außenstehende Abrempon“, die bei Hofe vom Adamfo vertreten wurden.
Die Häuptlinge des Kotoko-Rates waren zumeist auch die „Vizekönige“ oder „Statthalter“ Asantes für die eroberten und tributpflichtigen Staaten. So war zu Zeiten der Regierung Bonsus z. B. der Kumasi Gyaasehene, Opoku Frefre, zuständig für Akim und Akwamu, der Kumasi Akwamuhene, Kwakye Kofi, zuständig für Denkira oder der Krontihene und Kumasi Nsafohene, Amankwatia, zuständig für Assin, Wassaw, Twifo, Sefwi sowie für weite Teile des Südwestens.
Die Aufgaben der territorialen Verwaltung wurden zumeist bezüglich kleinerer Territorialeinheiten an auserwählte Offiziere weiterdelegiert. So ernannte der erwähnte Amankwatia einen Kwini Akim zum Provinzgouverneur für Assin, der ebenfalls seine Verwaltungsaufgaben weiter nach unten delegierte, in dem er bspw. einen Akasse als verantwortlichen Verwalter für den Kyikyiwari-Distrikt einsetzte.
Eine Ausnahme hiervon bildete Accra. Da in Accra drei europäische Nationen anwesend waren, war die aschantische Provinzverwaltung für Accra auch dreigeteilt, wobei jeder der drei Provinzgouverneure auch für eine der europäischen Nationen zuständig war. So war z. B. während der Regierung Bonsus ein Mann namens Akwa Amankwa für die Briten und ein anderer namens Bekwa für die Dänen zuständig. Die Provinzgouverneure gehörten alle auch dem Ältestenrat beim König (Mpanyimfo) an.

### Die Mpanyimfo
Die Mpanyimfo ist allgemein bei den Akan-Völkern die Versammlung der ältesten Mitglieder einer von ihnen repräsentierten Gruppe. In der Regel vertreten sie eine, sich matrilinear definierende Lineage. Sie gelten allgemein als Vertreter des Volkes in der Regierung. In der Vergangenheit waren hierunter mitunter auch einflussreiche Händler und Vertreter der Erbaristokratie anzutreffen. Ihre Nachfolge in eventuellen Führungspositionen wurde im Allgemeinen mutterrechtlich vererbt.

### Die Asantemanhyiamu
(engl.: „Union Council“, auch: „The General Assembly of the Caboceers and Captains of the Ashantee Nation“)
Der Asantemanhyiamu war eine Art Bundesrat von Asante, welcher mindestens einmal im Jahr zusammentrat. Der König, der ebenfalls Ratsmitglied war, führte bei den Zusammenkünften den Vorsitz. Der Rat bestand aus den Vertretern der einzelnen matrilinearen Familienclans, welche von der Königinmutter und den mächtigsten Häuptlingen unter mehreren, von den Lineages aufgestellten Kandidaten gewählt und ernannt wurden. Dies wurde als ein sehr wirksames System angesehen, welches Asante weitgehend, wenn auch nicht immer, vor verheerenden Thronfolgestreitigkeiten verschonte.

## Die Kwadwo’sche Verwaltungsreform
Die Ämter der Regierung und öffentlichen Verwaltung in Asante wurden während der Regierung des Asantehene Osei Kwadwo (reg. 1764–1777) in einer großen Verwaltungsreform völlig neu organisiert bzw. im Rahmen dieser überhaupt erst kreiert. Man ging dabei zu folgender Gruppeneinteilung über:

### Die Gruppe der Adehyedwa-Stühle
Die Adehyedwa-Stühle sind jene Ämter, die ursprünglich einmal unabhängig vom König waren, d. h. es waren entweder prä-aschantische Stühle, die nach der Gründung des Königreiches mit in das aschantische Verwaltungssystem eingegliedert worden waren oder es waren Nicht-Aschanti-Stühle, welche man später, aufgrund besonderer Treue und Loyalität in das aschantische Verwaltungssystem übernommen hat. Die Nachfolge im Amt war zumeist mutterrechtlich geregelt mit Ausnahme des Asafo-Stuhles von Kumasi. Mutterrechtliche (matrilineare) Nachfolge bedeutet, dass der Nachfolger für das Amt eines Adehyedwa-Stuhles durch die Wahl eines für das Amt geeigneten Adligen innerhalb der adelsstellenden mütterlichen Blutsverwandtschaft ermittelt wurde.

### Die Gruppe der Poduodwa-Stühle
Die Poduodwa-Stühle sind jene Ämter, welche vom König kreiert worden waren und deren Besetzung erblich einer bestimmten Lineage übertragen worden war.
Beispiel: der Bantama-Stuhl in Kumasi (Titel: Bantamahene oder Bantahene)
Bantama ist jener Ort, in welchem sich das Mausoleum der königlichen Familie befindet. Der Bantahene, d. h. das Oberhaupt des Ortes und der Chef des Mausoleums wird traditionell vom Asante Krontihene (dem Oberbefehlshaber der Aschanti-Armee) ausgeübt.

### Die Gruppe der Esomdwa-Stühle (einschließlich der Mmammadwa-Stühle)
Die Esomdwa-Stühle sind alle jene Ämter der öffentlichen Verwaltung („Esom“), die nicht in die Kategorie a) oder b) fallen. Unter ihnen sind auch die Mmammadwa-Stühle, d. h. diejenigen Ämter, deren Nachfolge über das „Fekuw“-System organisiert war, d. h. über Verwandtschaftsbeziehungen, die sich aus der väterlichen Blutslinie ergaben. Allerdings hatte der König das Recht in die Nachfolge einzugreifen und selbst einen Nachfolger zu ernennen.
Beispiel:   der Pinanko-Suhl (= das Amt des Gyaasehene = der Finanzminister)
Alle Amtsinhaber eines Stuhles der genannten drei Kategorien hatten den Treueeid auf den König zu schwören, d. h. diese „Stühle“ (Ämter) waren dem obersten aller Stühle, dem „Goldenen Stuhl“, welcher vom Asantehene besetzt wird, untergeordnet. Sie werden daher streng abgegrenzt zur Gruppe der Abusuadwa-Stühle, die nicht dem „Goldenen Stuhl“ unterstanden.
Zur Ausübung der staatlichen Exekutivgewalt standen den Häuptlingen der regionalen und überregionalen öffentlichen Verwaltung die Ahenfie, d. h. die örtliche Palastpolizei zur Verfügung.

### Die Gruppe der Abusuadwa-Stühle
Die Abusuadwa-Stühle sind alle Ämter innerhalb eines (sich über die mütterliche Blutslinie definierenden) Familienclans, die keine öffentliche Funktion erfüllen und deren Funktion, Besetzung und Nachfolge einzig und allein die Angelegenheit der jeweiligen matrilinearen Abusua ist.
Beispiel:  der Oyokohene  (das Oberhaupt des Oyoko-Clans)
Mit der Kwadwo'schen Verwaltungsreform wurde u. a. auch die Asokwafo, d. h. die bisherige Truppe der königlichen Hornbläser in eine Art „Personal-Pool“ für die Ausbildung und das Training zukünftiger Regierungsbeamte umgewandelt. Aus der Gemeinschaft der Asokwafo rekrutierte dann der König seine Beamten für die verschiedensten administrativen Aufgaben. Chef der Asokwafo war der Batahene, der auch gleichzeitig für das Management der staatlichen Handelsorganisation Asantes verantwortlich war. Der unter Kwadwo neugeschaffene Posten des Okyeame (Sprecher des Königs) wurde bspw. mit Leuten aus dem Kreis der Asokwafo besetzt. Ebenso waren die Verbindungsmänner zu den Europäern während Osai Bonsu's Regierungszeit zuvor Mitglieder der Asokwafo gewesen.

## Zum Amt des Gyaasehene
Der Gyaasehene (früher: Gyaasewahene) war der Leiter des Schatzmeisteramtes am Hofe des Königs von Asante. Er war verantwortlich für die Durchführung einer allgemeinen finanziellen Budget- und Ausgabenkontrolle des Königreiches Asante und er führte den Vorsitz am Finanzgericht (engl.: „Exchequer Court“). Das vom Gyaasehene besetzte Amt nannte sich auch der Pinanko-Stuhl, ein Begriff, der parallel zu „Gyaasewa“ als Stuhlbezeichnung verwendet wurde. Ihm unterstellt waren der Sanaahene, der für die Routineverwaltung der „Großen Truhe“ (Schatzkammer) verantwortlich war, d. h., über den sämtliche Zahlungen mit Goldstaub aus der königlichen Schatzkammer abgewickelt wurden. Dem Sanaahene (und damit auch dem Gyaasehene) unterstellt war der Fotosanfohene, welcher der Chef der Kassierer und Goldabwieger war. Das Amt des Fotosanfohene nannte sich auch Nnimbi-Stuhl.
Der Gyaase(wa)hene (Kumasi Gyaasehene) hatte auch einen Sitz im Kotoko-Rat von Asante. Da alle Mitglieder des Kotoko-Rates auch gleichzeitig Vizekönige oder Statthalter für Gebiete außerhalb Asantes mit aschantischer Oberherrschaft waren, so kam auch dem Gyaasehene ein solches Amt zu. So war bspw. Opoku Frefre zu Zeiten des Asantehene Osai Bonsu (reg. 1801–1824) auch Vizekönig für Akwamu und Akim.
Gyaasehene als Inhaber des Pinanko-Stuhles waren in der Vergangenheit:
| Inhaber         | Zeitraum      | Kommentar                                                                                            |
| --------------- | ------------- | --- |
| Asumadu         |               | |
| Opoku Frefre    |               | ernannt unter Osai Kwadwo (Kudscho) (reg.1764–1777) bis ca. 1818, danach pensioniert, starb ca. 1826 |
| Adu Damete      | 1818 bis 1826 | starb 1826                                                                                           |
| Nantwiri        |               | |
| Kwahu Boahen    |               | |
| Adu Bofuo       | 1869 bis 1876 | starb ca. 1876                                                                                       |
| Kofi Poku       |               | starb ca. 1884                                                                                       |
| Opoku Dum       |               | starb 1888                                                                                           |
| Opoku Mensah    |               | starb 1900                                                                                           |
| Manwere Okoku   |               | starb 1900                                                                                           |
| Kwame Tuah      | 1905 bis 1922 | |
| Asubonte        | 1922 bis 1937 | |
| Kwadwo Poku     | 1937 bis 1942 | |
| Kofi Poku       | 1942 bis 1946 | |
| Adu Nantwiri    | 1946 bis 1958 | |
| Kwesi Adu Bofuo | 1958 bis ?    | |
| Opoku Mensah    |               | |

Das Amt des Gyaasehene in Asante, d. h., einen Schatzmeister gab es in Asante natürlich bereits lange vor einem Asumadu, aber das Amt wurde im Zuge der Kwadwo'schen Verwaltungsreform von der mutterrechtlichen Erbfolge freigestellt und wurde vor allem mit administrativen Aufgaben ausgestattet (vielleicht schon eher), so dass man erst ab hier von wirklichen „Finanzministern“ sprechen kann.
Die Nachfolge auf dem Pinanko-Stuhl wird seitdem im Rahmen des „Fekuw“-System geregelt. Lediglich 1., 3. und 11. haben keine patrilineare Blutsverwandtschaftsbeziehung zu Opoku Frefre. Nach dessen Rückzug aus dem Amt des Gyaasehene (ca. 1818) sind ihm drei seiner Söhne (4., 5. und 6.) und nicht weniger als acht seiner Enkel (7., 8., 9., 10., 12., 13., 14., und 15.) sowie zwei seiner Urenkel (16. und 17.) auf den Pinanko-Stuhl gefolgt. In diesem Zusammenhang ist zu erwähnen, dass Opoku Frefre einst ein Diener des „Oyokohene“ gewesen war, der im jugendlichen Alter nach dem Tod des damaligen Oyokohene (als Bestandteil der „Ayibuadie“ (Todessteuer)) an den Hof des damaligen Osai Kwadwo geliefert worden war. Er machte Karriere und wurde schließlich von Osai Kwadwo zum Gyaasehene ernannt, obwohl er blutsmäßig zu seinem Vorgänger weder matrilinear noch patrilinear in Verwandtschaft stand.
Ausnahmen von diesen Verwandtschaftsbeziehungen sind Adu Damete (Nr. 3), welcher der Sohn von Nr. 1 war, sowie Kwame Tuah (Nr. 11), der 1905 von der britischen Kolonialverwaltung mit Zustimmung des damaligen Mmammahene der Patrilineage des Opoku Frefre ernannt worden war.

## Zum Amt des Krontihene
Bei den Akan der Goldküste ist Krontihene (oder Kontihene) der Titel des „Anführers der Krieger“, der mitunter auch als Sahene (Kriegsführer) bezeichnet wurde. Er verkörpert den Kriegsminister des Aschantistaates und den Oberbefehlshaber der Aschanti-Armee bei Abwesenheit des Königs. Bei den Aschanti war in der Vergangenheit der Asante Krontihene gleichzeitig der Bantamahene (siehe oben).
Der Kronti- oder Kontihene gehörte mit zum Nsafohene. Zudem war er am Hofe des Asantehene auch der Adamfo des Mamponghene. Seit der Kwadwo'schen Verwaltungsreform wird der Asante Kontihene traditionell vom Ekuona-Clan gestellt, dessen ursprüngliche Heimatstadt Bantama ist. Da der Ekuona-Clan jedoch keinerlei Ansprüche auf den Goldenen oder Silbernen Stuhl besaß oder besitzt, war es auch sehr unwahrscheinlich, dass ein Kontihene es jemals versuchen würde, den aschantischen Thron zu usurpieren (wenn er es doch getan hätte, hätte niemand in Asante dies akzeptiert). Folglich besaß der Kontihene eine gewisse Vertrauensstellung bei den Machtoberen in Asante und wurde daher auch häufig in Positionen eingesetzt, in denen er sehr viel Macht besaß. Er war unbestritten einer der mächtigsten Männer im historischen Asante. Durch die Eingebundenheit in die Machtstrukturen Asantes war auch für die Herrschenden die Gefahr geringer, dass sich um den sonst von der Macht ausgeschlossenen Ekuona-Clan herum eine Opposition aufbaute.
Bekannte Kontihenes waren damals:
- Amakwatia  zu  Zeiten des Osai Bonsu
 Er war der Oberbefehlshaber der Kumasi-Division in der Aschanti-Armee und war als Vizekönig (Statthalter) für Assin, Wassaw, Twifo, Sefwi sowie für weite Teile des Südwestens zuständig. Er war am Hofe der Adamfo des Mamponghene und ein Mitglied des Kotoko-Rates beim Asantehene.

- Amankwatia zu Zeiten des Osai Kofi Karikari
Er war der Adontenhene, d. h., er kommandierte den Hauptteil der Aschanti-Armee im Krieg gegen die Briten 1873/1874.

- Amankwatia zu Zeiten des Osai Prempeh I.
Er kommandierte die Aschanti-Armee beim Feldzug gegen die Brong-Konföderation 1893.

## Zum Amt des Okyeame
Im Gegensatz zum historischen Königreich Fetu oder auch zu Akim, wo das Amt des Okyeamme in der historischen Literatur mit dem Begriff „Kanzler“ oder „königlicher Türhüter“ umschrieben wurde, handelte es sich innerhalb der aschantischen Regierung nach der Kwadwo'schen Verwaltungsreform beim Okyeame um den Posten eines „Sprechers des Königs“. Da es im historischen Asante nicht nur einen königlichen Sprecher gab, existierte mit dem Amt des „Boakye Yam Panyindwa“-Stuhl („Stuhl des  Boakye Yam, dem Älteren“) auch das Amt eines „Chefsprechers“ des Königs. Benannt ist dieses Amt nach dem altehrwürdigen Boakye Yam, der dieses Amt als erster nach der Kwadwo'schen Verwaltungsreform ausübte. Die Posten der Sprecher sind vergleichbar mit dem „diplomatischen Dienst“ des Aschanti-Staates und verlangten daher eine hohe Qualifikation ihrer Amtsinhaber, die sich sowohl in Bezug auf auswärtige als auch auf provinzielle Angelegenheiten bezog. Sie waren es in erster Linie, die (neben persönlichen Verwandten des Königs) immer wieder als Verbindungsleute des Asantehene in diplomatischer Mission ausgesandt wurden. Die Nachfolge auf dem „Boakye Yam Panyindwa“-Stuhl war ebenfalls über das „Fekuw“-System organisiert, d. h., das Amt wurde innerhalb der väterlichen Blutslinie vererbt.
Bekannte Chefsprecher des Königs waren seinerzeit:
| Amtsinhaber   | Zeitraum  | Kommentar |
| ------------- | --------- | --- |
| Boakye Yam    | bis 1814  | Er wurde ernannt während der Regierung des Osai Kwadwo (Kudscho) (reg.1764-1777) und starb 1814. Er ist wahrscheinlich identisch mit jenem Boakye, der im letzten Regierungsjahr von Kwadwo 1776 zum ständigen Kommissar (engl.: Resident Commissioner) für die Holländer in Accra auf Fort Crèvecoeur ernannt wurde. Derselbe Boakye Yam begleitete im Jahre 1814 die Armee des Abiniowa im Rahmen seines Amtes. Er starb während dieses Feldzuges 1814 bei Akrofroom in Aquapim.                                                                  |
| Oti Panyin    | 1814–1826 | Wörtlich: „Oti der Ältere“; (Sohn von 1.) Er fiel im Jahre 1826, bei Katamanso (ganz in der Nähe des Todesortes seines Vaters) ebenfalls während der Begleitung eines Aschanti-Heeres in die Hände der Briten. Er starb im selben Jahr 1826. |
| Kofi Boykye   | 1826 - ?  | (Sohn von 1.) |
| Kofi Nti      | ? – 1875  | (andere patrilineare Linie) |
| Boakye Tenten | 1875–1885 | (Sohn von 2.) Er diente nach 1875 als ständiger Kommissar des Asantehene in Salaga für den aschantischen Handel mit dem nordöstlichen Hinterland, einen Posten, den er sich mit dem Franzosen Marie-Joseph Bonnat teilte, der als Gouverneur des Asantehene diesen Handel organisieren und für diesen ein Finanzierungssystem errichten sollte. Im Jahre 1881 wurde Boakye Tenten mit der Führung der kritischen, aschantisch-britischen Verhandlungen bei Prasuh und Elminabeauftragt, an welchen damals die Frage über Krieg oder Frieden hingen. |
| Kwaku Fokua   | bis 1900  | (andere patrilineare Linie, nicht identisch mit 4.) Er war 1894/1895 Mitglied einer aschantischen Delegation, die zur britischen Regierung nach London entsandt worden war. |
| Oti           | nach 1900 | |

Ein berühmter Okyeame war auch Agyei während der Regierungszeit des Osai Bonsu (reg. 1801–1824), wenngleich er auch nicht das Amt des Chefsprechers innehatte.
Die erwähnten Einsätze unterstreichen nachdrücklich die Bedeutung, die dem Amt eines Okyeame in Asante zukam, gleich ob auf dem Posten des „Boakye Yam Panyindwa“-Stuhles oder in untergeordneter Position.